# محاكمة مجرمي الحرب العثمانيين

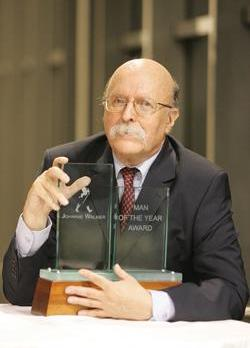

بعد الحرب العالمية الأولى، تم بذل الجهود لمحاكمة مجرمي الحرب العثمانيين من قبل مؤتمر باريس للسلام عام 1919 وقد أدرجت هذه الجهود في النهاية في معاهدة سيفر عام 1920 مع الدولة العثمانية. لقد نظمت الحكومة العثمانية سلسلة من المحاكم العسكرية في عامي 1919 و1920 لمقاضاة مجرمي الحرب، لكنها فشلت بسبب الضغط السياسي. اقتصر الجهد الرئيسي من قبل إدارة الحلفاء التي احتلت القسطنطينية على إنشاء محكمة دولية في مالطا في محاولة لمحاكمة ما يسمى بمنفيو مالطا، وهم مجرمي الحرب العثمانيين الذي قبضت عليهم القوات البريطانية كأسرى الحرب. في النهاية، لم تعقد أي محاكم في مالطا.
صرح تانر أكجام أن حماية مجرمي الحرب من الملاحقة القضائية أصبحت أولوية رئيسية للحركة الوطنية التركية. وفقًا لقاضي المحكمة الأوروبية لحقوق الإنسان جيوفاني بونيلو، فإن تعليق الملاحقات القضائية، وإعادة المعتقلين الأتراك وإطلاق سراحهم كان، من بين أمور أخرى، نتيجة عدم وجود إطار قانوني مناسب مع ولاية قضائية فوق وطنية، لأنه لم يكن هناك معايير دولية لتنظيم جرائم الحرب عقب الحرب العالمية الأولى. وبسبب الفراغ القانوني في القانون الدولي؛ وخلافًا للمصادر التركية، لم يتم إجراء أي محاكمات في مالطا. كما يذكر أن إطلاق سراح المعتقلين الأتراك تم مقابل 22 أسيرًا بريطانيًا احتجزهم مصطفى كمال أتاتورك.
نظرًا لعدم وجود قوانين دولية يمكن بموجبها محاكمة هؤلاء الرجال، فقد فر الرجال الذين دبروا المذابح من الملاحقة القضائية وسافروا بحرية نسبية في جميع أنحاء ألمانيا وإيطاليا وآسيا الوسطى. لقد أدى هذا إلى تشكيل عملية نيمسيس، وهي عملية سرية قام بها الأرمن اغتيلت في أثنائها شخصيات سياسية وعسكرية عثمانية فرت من الملاحقة القضائية بسبب دورها البارز في الإبادة الجماعية للأرمن.

## الخلفية

### ردود فعل الحلفاء على المذابح، 1915-1917
في أعقاب التقرير الذي أدلى به هنري مورغنثاو الأب، سفير الولايات المتحدة لدى الدولة العثمانية، عن المقاومة الأرمنية خلال الإبادة الجماعية للأرمن في مدينة وان، فقد حذر الوفاق الثلاثي رسميًا الدولة العثمانية في 24 مايو 1915: 
 وفي ضوء هذه الجرائم الجديدة التي ارتكبتها تركيا ضد الإنسانية والحضارة، تعلن الحكومات المتحالفة علنًا أمام مقر الباب العالي أنها ستحمّل المسؤولية الشخصية عن هذه الجرائم لجميع أعضاء الحكومة العثمانية، وكذلك أفراد وكلائها المتورطين في هذه المذابح. 

### محاكمات إسطنبول 1919–1920
تأسست الملاحقة الأولية لمجرمي الحرب بين عامي 1919 و1920 من قبل جمعية الاتحاد والترقي التركية التي اتهمت وحاكمت العديد من القادة والمسؤولين السابقين بتهم منها تقويض الدستور والتربح في زمن الحرب، والمذابح التي ارتكبت بحق كل من الأرمن واليونانيين. وفي الوقت نفسه، أجرت وزارة الخارجية البريطانية تحقيقًا خاصًا في جرائم الحرب المزعومة، ناقشت ما إذا كانت هذه القضية قد عولجت من قبل المحاكم التركية العسكرية.
استمرت جلسات المحكمة من أبريل 1919 إلى مارس 1920. ورغم مرور بضعة أشهر فقط، أصبح واضحًا أن المحكمة كانت تنظر في الالتماسات فحسب. لقد أدان القضاة المجموعة الأولى من المدعى عليهم (أنور وآخرين) عندما كانوا يقيمون بأمان خارج البلاد، لكن لم تكن لديها النية لإعادة إدانتهم مع أن المحكمة قدمت مجهودًا كبيرًا لوجود حياة تركية حقيقة على المحك. احتج الأدميرال السير سومرست غوف - كالثورب أمام الباب العالي على المحكمة العثمانية، فأخرج المحاكمات من الأيادي التركية، ونقل الإجراءات إلى مالطة. بذل كالثورب مجهودًا كبيرًا لتشكيل محكمة دولية، ولكن الأتراك أخطأوا في التحقيقات وأساؤوا استخدام الأدلة الوثائقية حتى لا يتسنى للمحكمة الدولية أن تستخدم أي شيء من عملهم.
حل الأدميرال جون دي روبيك محل الأدميرال غوف - كالثورب في 5 أغسطس 1919 «كقائد عام للبحر الأبيض المتوسط، والمفوض السامي في القسطنطينية». في أغسطس 1920، أوقفت الإجراءات، وأبلغ الأدميرال جون دي روبيك لندن بعدم جدوى مواصلة المحكمة بالتعليق التالي: «لا يمكن اعتبار النتائج التي توصلت إليها على الإطلاق». وطبقًا لما ذكره قاضي المحكمة الأوروبية لحقوق الإنسان جيوفاني بونلو: «من المرجح تمامًا أن يكون البريطانيون قد وجدوا أن نظام التحقيقات القاري في الإجراءات الجنائية المستخدمة في تركيا كان بغيضًا تجاه مساراته الخاصة إلى العدالة الجنائية، وشكك في مدى ملاءمة الاعتماد عليه». أو من المرجح أن الحكومة التركية لم تأت مطلقًا لتسليم الوثائق التي تستخدمها المحاكم العسكرية. وأيًا كان السبب، فقد ضاعت كل الوثائق التي استندت إليها المحاكم العسكرية التركية في محاكماتها وإدانتها مع وصول أتاتورك إلى السلطة.

## الإدعاء في مالطا

### منفيو مالطا
المنفيون في مالطا (بالتركية: Malta sürgünleri)‏ (بين مارس 1919 – أكتوبر 1920) هو المصطلح الذي تستخدمه تركيا لمجرمي الحرب (بما في ذلك الجنود رفيعي المستوى والشخصيات السياسية والإداريين) للدولة العثمانية الذين تم إرسالهم إلى المنفى إلى تاج مستعمرة مالطا من سجون القسطنطينية عقب هدنة مودروس، في محاولة فاشلة للملاحقة القضائية حدثت أثناء احتلال قوات الحلفاء للقسطنطينية. بعد احتلال القوات اليونانية لإزمير في مايو 1919، حدثت مظاهرات احتجاجية كبيرة في البر الرئيسي للأناضول مما زاد الضغط على المحاكم العسكرية. ثم أمر القضاة بالإفراج عن 41 مشتبهًا به من أجل تهدئة الوضع. لم يكن الإفراج عما كان يدور في خلد قوات الحلفاء، مما دفعهم إلى التفكير في مرفق اعتقال أفضل من سجن بكيراغا العسكري، مدركين جيدًا أن السجن قد يتم أسره من قبل المتظاهرين وإطلاق سراح سجنائه..
أرسلت حكومة الحلفاء مجرمي الحرب إلى مالطا في محاولة مقاضاة نسقتها القوات البريطانية. تم تسمية مجرمي الحرب العثمانيين ونقلهم من سجون القسطنطينية إلى مستعمرة مالطا البريطانية على متن السفينة SS Princess Ena و SS HMS Benbow بدايةً من عام 1919، حيث كان يُعتقد أنهم محتجزون لمدة ثلاث سنوات تقريبًا أثناء البحث في أرشيفات القسطنطينية ولندن وباريس وواشنطن لإيجاد طريقة لمحاكمتهم. انقسم هؤلاء إلى ثلاث فئات: أولئك الذين يشتبه في ضلوعهم في مجازر، وأولئك الذين يشتبه تحملهم مجازر، والأشخاص الذين لم يشتبه قيامهم بعمل مباشر في المجازر.
عارضت حكومة أنقرة المنافِسة بشدة المحاكمات ضد مجرمي الحرب. لقد علق مصطفى كمال أتاتورك على المعتقلين في مالطا بمناسبة انعقاد المؤتمر في سيواس في 4 سبتمبر 1919: «... إذا تم إعدام أي من المحتجزين بالفعل أو بعد إحضاره إلى القسطنطينية، حتى بأمر من الحكومة الخسيسة في القسطنطينية، فإننا سننظر بجدية في إعدام جميع السجناء البريطانيين المحتجزين لدينا». من فبراير 1921 بدأت المحكمة العسكرية في القسطنطينية في إطلاق سراح السجناء دون محاكمة.
يدعي قاضي المحكمة الأوروبية لحقوق الإنسان جيوفاني بونيلو أنه تم إطلاق سراح المعتقلين في عام 1921 بعد عدم وجود إطار قانوني لمحاكمة مجرمي الحرب، بسبب وجود فراغ قانوني في القانون الدولي، وبالتالي على عكس المصادر التركية، لم تجر أي محاكمة في مالطا. تم الإفراج عن المعتقلين الأتراك في مقابل 22 سجينًا بريطانيًا احتجزهم مصطفى كمال أتاتورك. ونتيجة لذلك، استخدمت السلطات البريطانية الأدلة - ومعظمها وثائقية - عن الفظائع الأرمنية التي اتُهم السجناء الأتراك بها وأدانتهم محاكمات إسطنبول بعد فترة وجيزة من الهدنة. تم نقل أعضاء الجيش العثماني والسياسيين رفيعي المستوى الذين أدانتهم محاكمات إسطنبول 1919–1920 من سجون القسطنطينية إلى مستعمرة التاج في مالطا على متن القوات البريطانية SS Princess Ena و SS HMS Benbow، ابتداءً من عام 1919. لقد كان الأدميرال السير سومرست غوف - كالثورب مسؤولًا عن العملية مع اللورد كرزون؛ لقد فعلوا ذلك بسبب عدم شفافية محاكمات إسطنبول. تم احتجازهم هناك لمدة ثلاث سنوات، بينما تم إجراء عمليات البحث في الأرشيفات في القسطنطينية ولندن وباريس وواشنطن لإيجاد طريقة لمحاكمتهم. ومع ذلك، تم في النهاية إطلاق سراح مجرمي الحرب في دون محاكمة وعادوا إلى القسطنطينية في عام 1921، مقابل 22 أسير حرب بريطاني احتجزتهم الحكومة في أنقرة، بمن فيهم أحد أقارب اللورد كرزون. عارضت الحكومة في أنقرة السلطة السياسية للحكومة في القسطنطينية. غالبًا ما تذكرهم بعض المصادر بمنفيو مالطا.

### الأساس القانوني
في عام 1918، تم وضع قائمة أمريكية تضم 11 من «الخارجين عن قانون الحضارة» لتكون مستهدفة «بعقوبة قاسية»: 
 طالبت وزارة الخارجية البريطانية بمحاكمة 141 تركيًا على جرائم ضد الجنود البريطانيين، و17 على جرائم ضد الأرمن خلال الحرب العالمية الأولى.
تم إنشاء سلطة الحلفاء لمتابعة أي ملاحقات قضائية كجزء من مؤتمر باريس للسلام عام 1919، مع إنشاء «لجنة المسؤوليات والعقوبات»، التي ترأسها وزير الخارجية الأمريكي روبرت لانسينغ. شهدت أعمال اللجنة أضافة العديد من المواد إلى معاهدة سيفر لتنفيذ لوائح الاتهام ضد رؤساء حكومات الدولة العثمانية بالإنابة، السلطان محمد السادس والداماد محمد فريد. اعترفت معاهدة سيفر بجمهورية أرمينيا الديمقراطية ووضعت آلية لمحاكمة المتهمين بارتكاب «أساليب حرب همجية وغير مشروعة... [بما في ذلك] جرائم ضد قوانين وأعراف الحرب ومبادئ الإنسانية.»

طلبت المادة 230 من معاهدة سيفر من الدولة العثمانية: 
 وبصفتها دولة موقعة على المعاهدة، اعترفت الدولة العثمانية على وجه التحديد بحق الحلفاء في عقد محاكم دولية لإجراء محاكمات جرائم الحرب.
بحلول عام 1921، جمعت المفوضية العليا البريطانية مجموعة من المعلومات من مصادرها اليونانية والأرمنية حول الأسرى الأتراك المحتجزين في مالطا، وحوالي 1000 آخرين، زُعم أنهم مذنبون كلهم بشكل مباشر أو غير مباشر بالمشاركة في المذابح. كان لدى الحلفاء «جبل من الوثائق» المتعلقة بالإبادة الجماعية للأرمن، لكن هذه كانت في الغالب عامة ولم تتضمن تورط أفراد معينين بوضوح.

### تعليق الادعاء
وفقًا لقاضي المحكمة الأوروبية لحقوق الإنسان، جيوفاني بونيلو، فإن تعليق الملاحقات القضائية، وإعادة المعتقلين الأتراك وإطلاق سراحهم كان، من بين أمور أخرى، نتيجة عدم وجود إطار قانوني مناسب مع ولاية قضائية فوق وطنية، لأنه لم يكن هناك معايير دولية لتنظيم الحرب عقب الحرب العالمية الأولى. وبسبب الفراغ القانوني في القانون الدولي؛ وخلافًا للمصادر التركية، لم يتم إجراء أي محاكمات في مالطا.
في 16 مارس 1921، وقع وزير الخارجية التركي ووزارة الخارجية البريطانية اتفاقية في لندن؛ في مقابل 22 سجينًا بريطانيًا في تركيا، ومن بينهم أحد أقارب اللورد كورزون وشقيق اللورد رولينسون، ستطلق بريطانيا سراح 64 سجينًا تركيًا من مالطا. استبعد من هؤلاء الأشخاص الذين قُصدت محاكمتهم على جرائم مزعومة تنتهك قوانين وأعراف الحرب أو عن مذابح ارتكبت في أي جزء من الإمبراطورية التركية بعد اندلاع الحرب. علق الأدميرال البريطاني السير جون مايكل دي روبيك، الذي كان الثاني في قيادة قوات الحلفاء البحرية في الدردنيل، قائلًا: «سيكون من الصعب في ظل هذه الظروف إدانة معظم المنفيين أمام محكمة الحلفاء».

فيما يتعلق بتبادل السجناء، تنص المادة 2 بموجب اتفاق الإفراج الفوري عن السجناء على ما يلي: 
 قال وزير الخارجية البريطاني اللورد كورزون إن الإفراج اللاحق عن العديد من الأسرى الأتراك كان «خطأً كبيرًا»، وكتب: 

## العواقب
أسفرت الملاحقات القضائية المحلية التركية المنفصلة عن إدانة العديد من العقول المدبرة للإبادة الجماعية وحكم عليهم بالإعدام. ونظرًا لأن العديد من المهندسين الرئيسيين للإبادة الجماعية قد تمكنوا من الفرار قبل صدور الحكم، فقد قرر الاتحاد الثوري الأرمني في مؤتمره العام التاسع، الذي انعقد في يريفان في الفترة من 27 سبتمبر إلى نهاية أكتوبر 1919، البدء بحملة اغتيالات ضد من ينظر إليهم على أنم مسؤولين. تم تشكيل فرقة عمل بقيادة شاهان ناتالي، تعمل مع جريجور مرجانوف، لاغتيال طلعت باشا، وجفانشير خان، وسعيد حليم باشا، وبهاء الدين شاكر بك، وجمال عزمي، وجمال باشا، وأنور باشا، بالإضافة إلى العديد من المتعاونين الأرمن، في عملية سرية تسمى عملية العدو.
عاش بعض الذي اتهموا كمجرمي حرب، حياةً ذات نفوذ سياسي في الدولة التركية الناشئة. على سبيل المثال، أصبح مصطفى عبد الخالق ريندا، «الذي عمل بقدرة كبيرة لتدمير الأرمن»، وزيرًا للمالية ورئيسًا للجمعية الوطنية، ثم رئيسًا لتركيا لمدة يوم واحد بعد وفاة رئيسها مصطفى كمال أتاتورك. لقد ورّط الجنرال وهيب باشا، ومصادر ألمانية مختلفة، ورطوا أيضًا عبد الخالق في حادث حرق الآلاف من الناس في محافظة موس.
علق المؤرخ الأرمني فاهاكن ن. دادريان أن جهود الحلفاء في الملاحقة القضائية كانت مثالًا على «العدالة الجزائية [التي] مهدت الطريق للتوافق السياسي».
علق بيتر بالاكيان - في إشارة إلى محاكمات إسطنبول بعد الحرب، والتي لم تُعقد أي منها في مالطة - على أن «المحاكمات تمثل علامة فارقة في تاريخ محاكم جرائم الحرب». ومع أنه تم اقتطاع المحاكمة في النهاية من خلال الضغوط السياسية وتوجيهها من خلال القوانين المحلية في تركيا بدلًا من محكمة دولية، إلا أن محاكمات القسطنطينية (محاكمات إسطنبول في الفترة 1919-20) كانت سابقة لمحكمة نورنبيرغ في أعقاب الحرب العالمية الثانية.
في عام 1926، أعدم كمال كل من: محمد جاويد بك، وناظم بك، ويني بهجلي نايل بك، وحلمي بتهمة التآمر على اغتياله. لقد كان هؤلاء أهم مرتكبي الإبادة الجماعية للأرمن الذين بقيوا أحياء مع أن المحاكمة لم تشر إلى دورهم في الإبادة الجماعية.

## تطهير الأدلة
تنص برقية ويكيليكس المصنفة والموقعة من قبل ديفيد آرنيت في 4 يوليو 2004 في القنصلية العامة للولايات المتحدة في إسطنبول على ما يلي:
وفقًا للبروفيسور في جامعة سابانجي خليل بيركتاي، كان هناك محاولتان جادتان لتطهير أرشيف أي وثائق تجريم تتعلق بالمسألة الأرمنية. كانت الأولى في عام 1918، ويفترض أنها حدثت قبل احتلال قوات الحلفاء القسطنطينية. يشير بيركتاي وآخرون إلى شهادة في المحاكم العسكرية التركية لعام 1919 تفيد أن وثائق مهمة قد «سُرقت» من الأرشيف. يعتقد بيركتاي أن عملية تطهير ثانية قد تم تنفيذها بالتزامن مع جهود أوزال لفتح الأرشيف من قبل مجموعة من الدبلوماسيين والجنرالات المتقاعدين بقيادة السفير السابق محرم نوري بيرجي.
 وبحسب البرقية، كان السفير محرم نوري بيرجي مسؤولًا فعليًا عن إتلاف الأدلة خلال الثمانينيات. وأثناء عملية إزالة الأدلة صرح السفير بيرجي في إشارة إلى الأرمن: «لقد ذبحناهم فعلًا». أكد آخرون، مثل توني غرينوود، مدير معهد الأبحاث الأمريكي في تركيا، أن مجموعة مختارة من العسكريين المتقاعدين كانوا «يراجعون» المحفوظات. ومع ذلك، أشار باحث تركي معين إلى أن الفحص كان مجرد محاولة لتطهير الوثائق الموجودة في الأرشيف.

## كتب
- Bonello، Giovanni (2008). Histories of Malta - Confessions and Transgressions, Vol.9. Fondazzjoni Patrimonju Malti. ISBN:978-99932-7-224-3. مؤرشف من الأصل في 2019-12-24.{{استشهاد بكتاب}}:  صيانة الاستشهاد: ref duplicates default (link)